# IC 1270
IC 1270 ist ein Stern im Sternbild Draco. Das Objekt wurde am 11. Juni 1888 von Lewis A. Swift entdeckt und wurde wahrscheinlich irrtümlich für eine Galaxie gehalten.